# Curtis Granderson
Curtis Granderson, Jr. (nascido em 16 de março de 1981) é um jogador profissional de beisebol jogando atualmente como outfielder pelo Miami Marlins da Major League Baseball (MLB). Também jogou na MLB pelo Detroit Tigers (2004–2009), New York Yankees (2010–2013), New York Mets (2014-2017), Los Angeles Dodgers (2017), Toronto Blue Jays (2018), Milwaukee Brewers (2018) e Miami Marlins (2019). Granderson arremessa como destro e rebate como canhoto. Jogava principalmente como campista central durante sua carreira mas quando foi transferido para o Mets em 2014, foi colocado como campista direito.
Granderson jogava beisebol universitário na University of Illinois-Chicago e foi selecionado pelo Tigers no draft de 2002 da MLB. Fez sua estreia com o Tigers em 2004, e assinou um novo contrato com o Detroit em 2008. Após a temporada de 2009, foi negociado com o Yankees. Após ter seu contrato expirado na temporada de 2013, ele assinou com o Mets.
Granderson foi convocado três vezes para o MLB All-Star Game (2009, 2011–2012). Ganhou o prêmio  Silver Slugger Award em 2011. Fora de campo, Granderson é reconhecido pelo seu comprometimento com a comunidade através do trabalho de caridade. Muitas de suas ações apoiam as crianças das grandes cidades. Ele também serviu como embaixador da MLB fora dos EUA. Granderson venceu o prêmio Marvin Miller Man of the Year Award em 2009 por suas performance em campo e suas contribuições na comunidade.